# Galium megalospermum
Galium megalospermum är en måreväxtart som beskrevs av Carlo Allioni. Galium megalospermum ingår i släktet måror, och familjen måreväxter. Inga underarter finns listade i Catalogue of Life.